# Districte municipal de Kaunas
El Districte municipal de Kaunas (en lituà: Kauno rajono savivaldybė) és un dels 60 municipis de Lituània, situat dins del comtat de Kaunas. El centre administratiu del municipi és la ciutat Kaunas.

## Transports
Es troba en el districte l'aeroport internacional de Kaunas que és el segon més gran de Lituània. Està ben comunicat amb les carreteres principals l'autopista A1 –amb còdic de ruta europea E85– i la Vía Bàltica, així com per les vies fèrries amb altres ciutats del país.

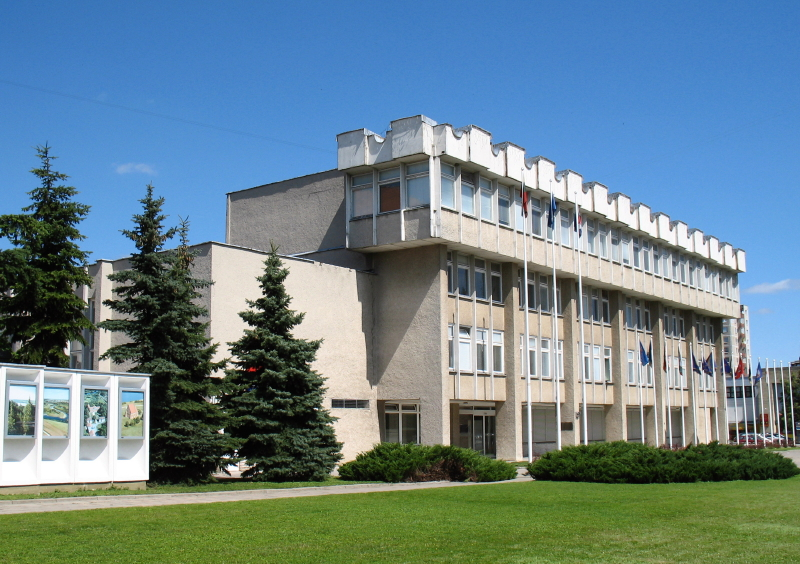
Edifici del districte municipal de Kaunas

## Estructura
- 3 ciutats : Garliava, Vilkija i Ežerėlis
- 9 pobles : Akademija, Babtai, Čekiškė, Kačerginė, Karmėlava, Kulautuva, Lapės, Vandžiogala i Zapyškis
- 370 viles

## Seniūnijos del districte municipal Kaunas
- Akademijos seniūnija (Akademija)
- Alšėnų seniūnija (Mastaičiai)
- Babtų seniūnija (Babtai)
- Batniavos seniūnija (Bubiai)
- Čekiškės seniūnija (Čekiškė)
- Domeikavos seniūnija (Domeikava)
- Ežerėlio seniūnija (Ežerėlis)
- Garliavos seniūnija (Garliava)

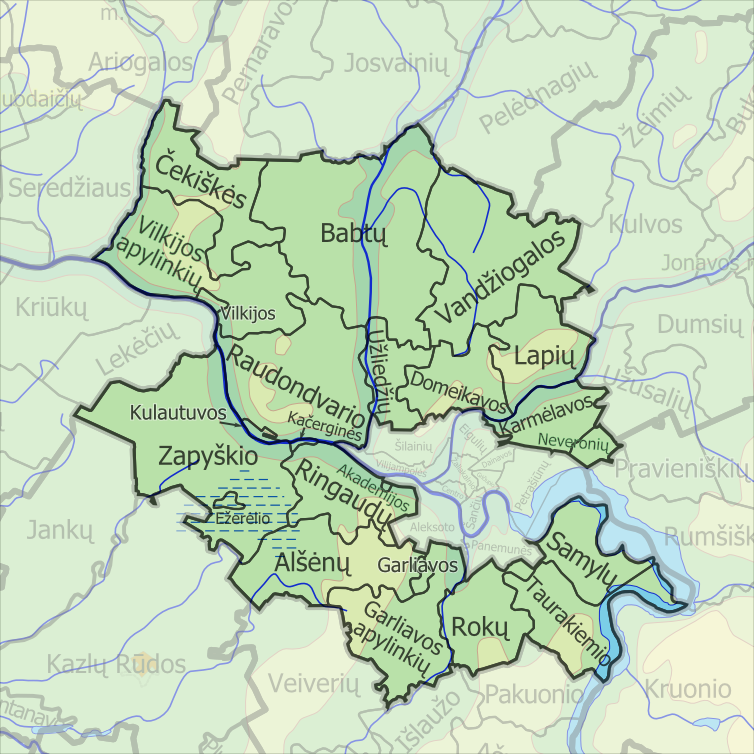
Mapa del districte

- Garliavos apylinkių seniūnija (Garliava)
- Kačerginės seniūnija (Kačerginė)
- Karmėlavos seniūnija (Karmėlava)
- Kulautuvos seniūnija (Kulautuva)
- Lapių seniūnija (Lapės)
- Linksmakalnio seniūnija (Linksmakalnis)
- Neveronių seniūnija (Neveronys)
- Raudondvario seniūnija (Raudondvaris)
- Ringaudų seniūnija (Noreikiškės)
- Rokų seniūnija (Rokai)
- Samylų seniūnija (Samylai)
- Taurakiemio seniūnija (Piliuona)
- Užliedžių seniūnija (Giraitė)
- Vandžiogalos seniūnija (Vandžiogala)
- Vilkijos seniūnija (Vilkija)
- Vilkijos apylinkių seniūnija (Vilkija)
- Zapyškio seniūnija (Kluoniškiai)